# Zaburzenia zachowania
Zaburzenia zachowania – występowanie nieprawidłowych zachowań nieadekwatnych do wieku dziecka, będących niezgodnymi z oczekiwaniami społecznymi. Do tych zachowań zalicza się antyspołeczność, występowanie agresji oraz buntowniczość.
Zaburzenie może zostać rozpoznane jeśli wzorzec zachowań utrzymuje się sześć miesięcy lub dłużej i nie jest jedynie wynikiem dziecięcej złośliwości czy młodzieńczego buntu.
Występowanie chociaż jednego z wymienionych zachowań, jeśli jest odpowiednio mocno wyrażone, jest wystarczające do rozpoznania tego zaburzenia. Do tych zachowań zalicza się:
- częste bójki, napady złości
- tyranizowanie i okrucieństwo wobec ludzi oraz zwierząt
- dewastacja otoczenia, podpalenia
- kradzieże
- częste kłamanie
- wagarowanie
- uciekanie z domu
- napady złości oraz brak posłuszeństwa